# Cybermacht

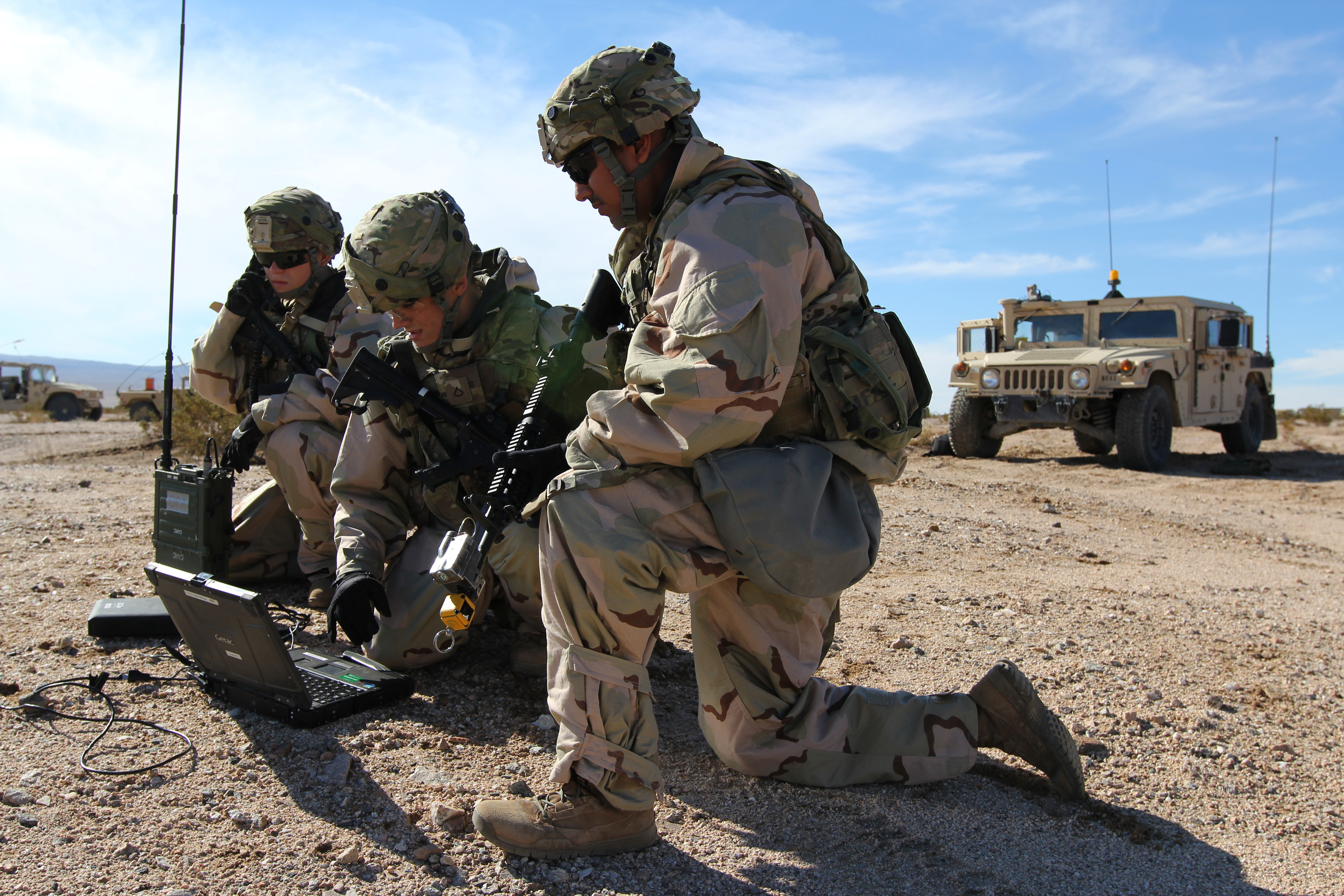
Amerikaanse militaire specialisten op het gebied van cyberoorlogsvoering

Een cybermacht is een militaire tak van de strijdkrachten die de digitale belangen beschermt en actief is in het cyberspace-domein. Dit omvat het vermogen om cyberaanvallen uit te voeren, digitale infrastructuur te beschermen en informatie te verdedigen tegen bedreigingen vanuit de digitale wereld.
Een cyberaanval kan aanzienlijke schade veroorzaken, zoals het verstoren van dijken, stroomvoorziening, matrixborden boven de snelweg of betalingssystemen. Daarnaast is er ook vaak sprake van spionage, waarbij computers van bedrijven worden binnengedrongen en gegevens worden gestolen.
Steeds meer landen hebben daarom een cybermacht. China heeft zo ongeveer 20.000 mensen die zich bezighouden met cyberactiviteiten, terwijl de Verenigde Staten er ongeveer 21.000 heeft. Zelfs Nederland begint voorzichtig met deze ontwikkeling, met ongeveer 500 cybersoldaten.

## Nederland
In Nederland bestaat het Defensie Cyber Commando (DCC). Dit onderdeel van de Nederlandse krijgsmacht is verantwoordelijk voor de integratie van operationele cyberoperaties in militaire operaties.

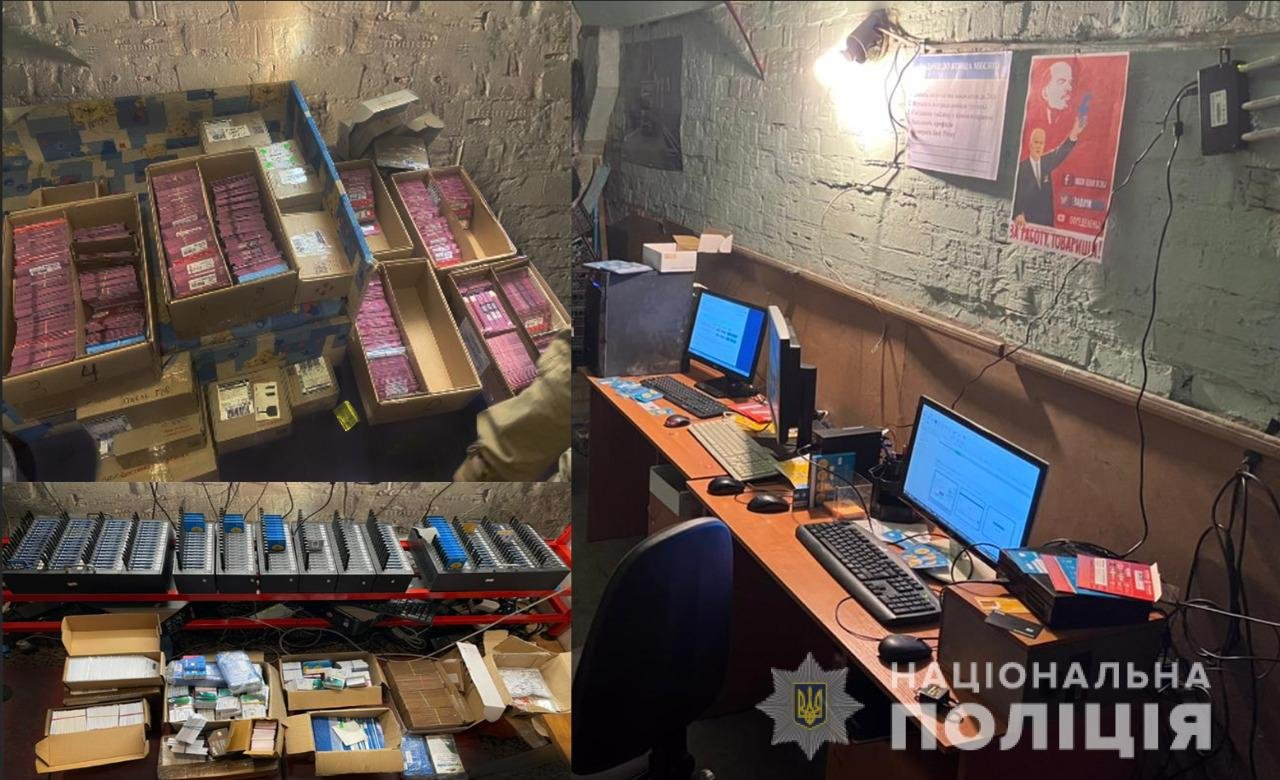
Een pro-Russische botfarm in Oekraïne

De Militaire Inlichtingen en Veiligheidsdienst (MIVD) waarchuwt al jaren voor Russische cyberspionage. Verder is ook China erg actief op dit terrein. In 2018 stelde minister van Defensie Ank Bijleveld dat Nederland in cyberoorlog zou zijn met Rusland. Zo is in dat jaar de Organisatie voor het Verbod op Chemische Wapens (OPCW) aangevallen. Vier Russische militairen werden als gevolg hiervan het land uitgezet. Volgens de Britse ambassadeur Peter Wilson werd er daarnaast geprobeerd om het onderzoek naar MH17 te frustreren. Sommige Russische hackers krijgen ook mogelijk hulp van trollen die valse informatie of nepnieuws verspreiden om het vertrouwen in westerse autoriteiten te ondermijnen.
Naar aanleiding van een grote NAVO-oefening in de Baltische Zee in 2018, waarbij het gps-signaal in Finland werd verstoord, mogelijk door Rusland, reageerde het CDA dat Nederlandse cybersoldaten ook in actie zouden moeten kunnen komen bij een cyberaanval uit de ruimte. Het zou namelijk grote gevolgen kunnen hebben als signalen van satellieten worden verstoord. Als zoiets in Nederland zou gebeuren, zouden Nederlandse militairen klaar moeten zijn om in te grijpen, volgens hen.

## Andere landen
Per 2024 zijn de enige onafhankelijke cybermachten ter wereld de Duitse Cyber- und Informationsraum, de Noorse Cyberforsvaret en de Singapore Digital and Intelligence Service. De meeste andere landen organiseren hun cyberstrijdkrachten in andere militaire diensten of gezamenlijke commando's. Voorbeelden van gezamenlijke cybercommando's zijn onder andere het United States Cyber Command.